# تپه گبری ۶۲ - k
تپه گبری ۶۲ - k مربوط به پیش از دوره اشکانیان است و در شهرستان کنگاور، روستای سرمست واقع شده و این اثر در تاریخ ۱۰ دی ۱۳۸۱ با شمارهٔ ثبت ۶۶۴۷ به‌عنوان یکی از آثار ملی ایران به ثبت رسیده است.